# 2 Brothers on the 4th Floor
2 Brothers On The 4th Floor e евроденс група, създадена от холандските братя Мартин и Боби Бур.

## Кариера
Като малки двамата братя експериментират с музиката в малка стая. Първият им успех е постигнат в началото на 1990-те години, когато излиза първият им сингъл „Can't Help Myself“. Тази песен ги поставя на върха в музикалните класации на всяка една холандска радиостанция, а по-късно и в цял свят.
По-късно единият брат – Мартин решава да прави солова кариера под името „Dancability Productions“.
Прези 1994 тандемът отново се завръща, като Боби се премества в студиото на брат си. Тогава е издаден третият им сингъл – „Never Alone“. Това е също първата песен, в която участват най-добре познатите лица на проекта – рапърът D-Rock (чието истинско име е Рене Филипс) и Des'Ray (чието цяло име е Дезире Клодет Мандерс).
Следващата им песен е „Dreams“, която носи на тандема световна слава, като песента е на върха на всички евроденс класации.

## Дискография
Албуми
1. 1994 – „Dreams“
2. 1996 – „2“

Сингли
1. 1990 – „Can't Help Myself“
2. 1991 – „Turn Da Music Up“
3. 1993 – „Never Alone“
4. 1994 – „Dreams“
5. 1994 – „Let Me Be Free“
6. 1995 – „Fly (Through The Starry Night)“
7. 1995 – „Come Take My Hand“
8. 1996 – „Fairytales“
9. 1996 – „Mirror of Love“
10. 1996 – „There Is A Key“
11. 1996 – „Christmas Time“ (коледна версия на „There Is A Key“)
12. 1997 – „One Day“
13. 1997 – „I'm Thinkin' of U“
14. 1998 – „Do You Know“
15. 1998 – „The Sun Will Be Shining“
16. 1999 – „Heaven Is Here“
17. 1999 – „Living In Cyberspace“
18. 2000 – „Wonderful Feeling“
19. 2001 – „Stand Up And Live“